# Alfred Andreas Heiß
Alfred Andreas Heiß (* 18. April 1904 in Triebenreuth bei Stadtsteinach; † 24. September 1940 in Brandenburg-Görden) war ein religiös motivierter Gegner des NS-Regimes. Er verweigerte 1940 den Kriegsdienst und wurde dafür zum Tod verurteilt.

## Leben

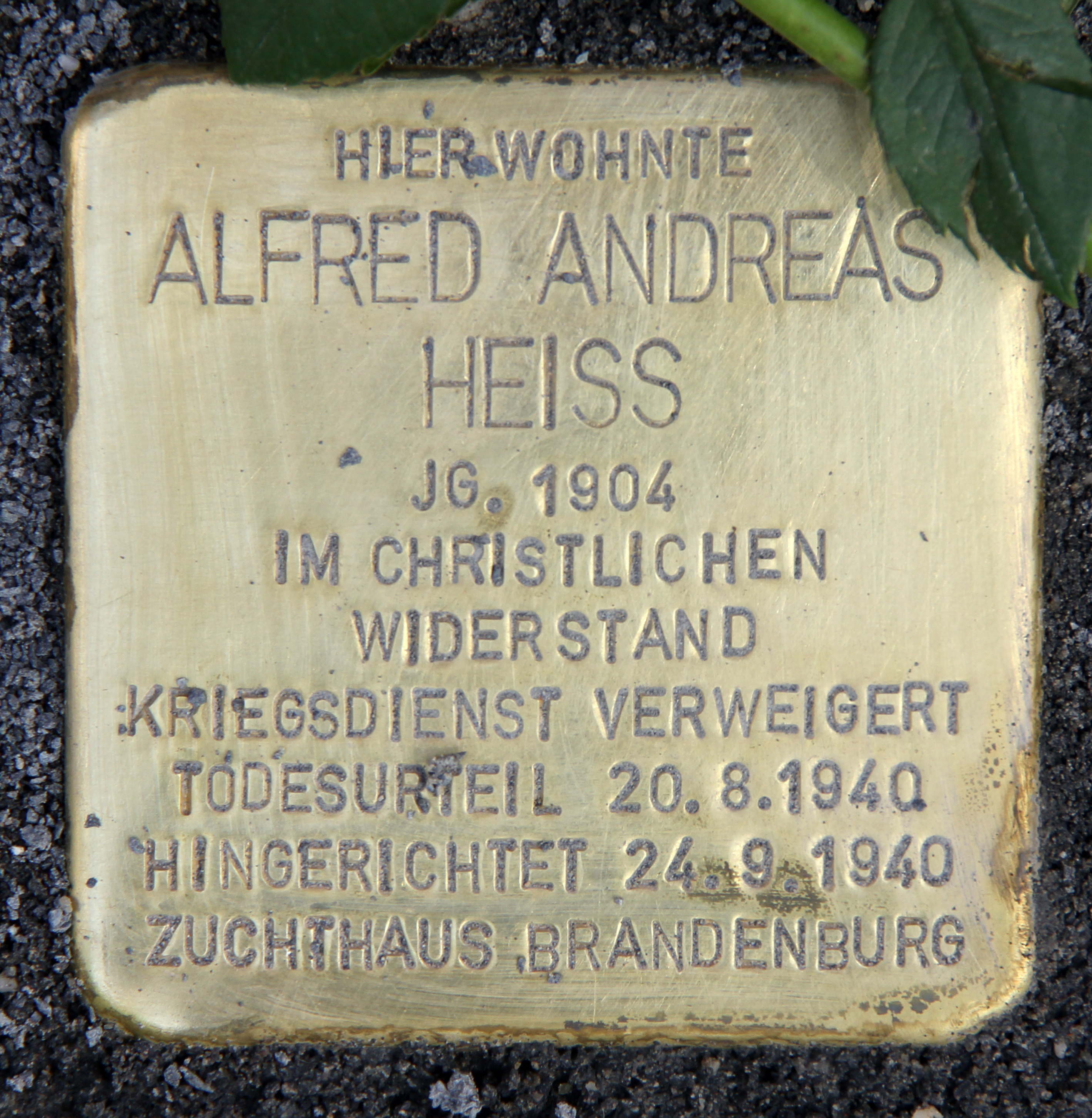
Stolperstein, Georg-Wilhelm-Straße 3, in Berlin-Halensee

Alfred Andreas Heiß wurde als sechstes Kind einer Kleinbauernfamilie geboren. Ihrem Jüngsten ermöglichten sie die Ausbildung zum kaufmännischen Angestellten. 1930 ging er nach Berlin und erhielt die Stelle eines „Hilfsarbeiters im Mittleren Justizdienst“ mit einem Jahresgehalt von 2.003 Reichsmark. 1932 trat er in die Deutsche Zentrumspartei ein, da er, wie er später vor der Gestapo sagte, der Überzeugung war, „daß die Zentrumspartei die Interessen meiner Religion wahrnehme“. Im September 1934 äußerte er sich in einer Diskussion mit SA-Männern kritisch gegenüber der veröffentlichten Meinung über den Röhm-Putsch und blieb sitzen, als die SA-Männer aufstanden, um das übliche dreifache Sieg Heil auf den Führer und Reichskanzler Adolf Hitler auszubringen. Am 26. März 1935 wurde er von der Gestapo verhaftet und zehn Wochen im KZ Columbia in Berlin festgehalten. Nach seiner Entlassung musste er sich vor dem Sondergericht Bamberg wegen einer  „gemeinschädlichen Verleumdung nach § 3 d. VO vom 21. III. 33“ verantworten, wurde jedoch freigesprochen. Seine Stelle als Hilfsarbeiter im Mittleren Justizdienst Berlins erhielt er nicht wieder. Über das in der Haft Erlebte schwieg er.
Seinen Eltern schrieb er: „[…] ich kann wohl sagen, es gibt nicht sehr viele in Deutschland, die so fest und unerschütterlich an ihrer Gesinnung festhielten und festhalten, wie ich es tat bzw. tue. Meine Lieben, die heutige Zeit erfordert Opfer! […] Ich habe Euch schon einmal geschrieben, wer Augen hat zu sehen, der sehe, und wer Ohren hat zu hören, der höre. Man muß für seine Meinung auch etwas ertragen können, und dazu bin ich bereit.“ Das Erzbistum Berlin vermittelte ihm eine Stellung als Pförtner eines Kirchensteueramtes in Berlin. Er blieb unverheiratet.
1940 wurde er zur Wehrmacht eingezogen, verweigerte aber das Tragen der mit dem Hakenkreuz versehenen Uniform und den „Hitlergruß“. Auf dem Kasernenhof der Hindenburgkaserne in Glogau (Schlesien) weigerte er sich, die Hakenkreuzfahne zu grüßen. Vor dem Untersuchungsrichter erklärte er, dass der Nationalsozialismus antichristlich eingestellt sei und er es daher ablehnen müsse, für den nationalsozialistischen Staat Dienst als Soldat zu tun. Er blieb bei dieser Aussage auch vor dem Reichskriegsgericht. Dieses verurteilte ihn wegen Zersetzung der Wehrkraft zum Tod. Er wurde am 24. September 1940 im Zuchthaus Brandenburg hingerichtet. Über den Verbleib des Leichnams ist nichts bekannt.

## Gedenken
In der Pfarrkirche St. Michael von Stadtsteinach erinnert eine Gedenktafel an Alfred Andreas Heiß.
Die katholische Kirche hat Alfred Andras Heiß im Jahr 1999 als Glaubenszeugen des christlichen Glaubens in das deutsche Martyrologium des 20. Jahrhunderts aufgenommen.
Am 24. April 2014 wurde vor seinem ehemaligen Wohnhaus, Georg-Wilhelm-Straße 3, in Berlin-Halensee, ein Stolperstein verlegt.
Für ihn und Michael Schnabrich ist seit 2016 in Stadtsteinach ein Gedenkweg ausgewiesen. Zwei Tafeln beschreiben den Lebens- und Leidensweg der beiden Männer.